# NiNa
NiNa (ニナ, Nina) é um supergrupo formada em 1999. Formada por Kate Pierson do the B-52's, Mick Karn da banda britânica Japan, Takemi Shima e Masahide Sakuma do grupo japonês  the Plastics, e Yuki Isoya do Judy and Mary. Kate Pierson e Yuki Isoya nos vocais, Mick Karn no baixo, Masahide Sakuma com guitarra, teclados e Steven Wolf  como baterista. Shima é creditado como "agente provocador conceitual e visual" do álbum.
texte
Em 1999, o grupo gravou um álbum homônimo, lançado no final do mesmo ano. As canções "Happy Tomorrow" e "Rest in Peace de NiNa foram incluidos como o primeiro e o segundo temas de encerramento da série de anime baseada em RPG, Arc The Lad. O álbum vendeu bem, talvez graças, principalmente, pela mídia já ter bastante atenção para a co-vocalista Yuki, cuja outra banda na época, Judy and Mary, estava no auge de sua popularidade.
O grupo nunca se separou oficialmente, mas encerrou as atividades logo após a do finalização do álbum, com Yuki voltando a Judy and Mary para mais um álbum e depois a carreira solo. Outros membros também voltaram para os seus próprios projetos, Pierson voltou a trabalhar novamente com the B-52's e Karn perseguiu seus próprios projetos musicais.

## Discografia[2]

### Álbuns
- NiNa

## Singles[2]
- "Happy Tomorrow"
- "Aurora Tour"
- "Route 246"